# Barnäktenskap

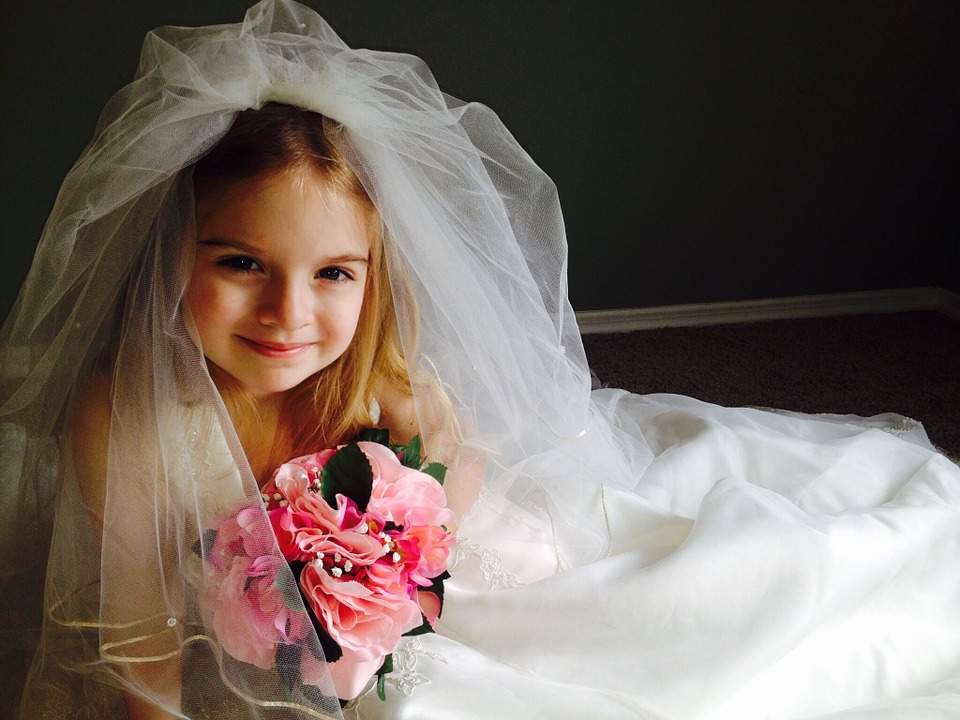
En liten flicka i en vit bröllopsklänning.

Barnäktenskap är ett äktenskap där en eller bägge parter är barn. Detta förekommer i länder som har ingen eller låg minimiålder för äktenskap. Enligt organisationen Save the children berövas barnet i äktenskapet sin barndom och möjligheter till att få en utbildning.

## Tvång
Oftast tvingas man in i äktenskap med människor som är äldre än en själv. Dessa arrangerade äktenskap är som regel mycket begränsat frivilliga. Barnets beroende av de vuxna, gör att de inte förmår och kan gå emot de vuxnas vilja.

## Historia, geografi och syften
I Europa förekom barnäktenskap historiskt inom kungliga familjer. Kungliga barn - både pojkar och flickor - kunde trolovas och förlovas långt före puberteten, och giftermålen äga rum under tidiga tonåren. Anledningen var politisk, då kungliga äktenskap arrangerades av politiska skäl som kunde föreligga just när ett barn var vid en viss ålder, och de politiska skälen inte kunde vänta. I det kristna Europa förbjöds dock sexuell fullbordan av ett äktenskap före tidigast tolv års ålder enligt kanonisk lag, som under medeltiden gällde i hela det kristna Europa. 
Barnäktenskap kan i vissa fall vara kulturellt och religiöst tillåtet. Ett känt historiskt exempel på ett barnäktenskap är det som ägde rum mellan islams profet Muhammed och Aisha på 600-talet. Muhammed gifte sig med Aisha när hon var sex år gammal, och fullbordade äktenskapet sexuellt tre år senare, när hon var nio år gammal.  Nio år har därför ofta varit tillåtet som lägsta giftermålsåldern för flickor i muslimska länder. 
Att barn giftes bort vid mycket ung ålder är vanligast i södra Asien och i Afrika söder om Sahara. En del flickor tvingas gifta sig långt före puberteten. 
Det finns olika syften bakom denna sedvänja, men vanliga orsaker är att bevara egendom inom en klan, skapa relationer på gruppnivå till andra grupper, att säkra oskuld och att säkra barnets tillgång på god partner. Brudpris förekommer. I syfte att kringgå lagstiftning förekommer det att unga förlovas för att senare giftas, när lagen tillåter.

## Konsekvenser
Det förekommer flertal konsekvenser med barnäktenskap. Överförbara sjukdomar vid samlag utsätter barn för de konsekvenser som leder till en tidig död. Dessa barn ökar i mödradödlighet och mödrasjuklighet då deras kroppar inte klarar av att bära och förlösa ett barn, men även att de inte har tillgång till läkemedel eller vård. Ca 16 miljoner flickor föder barn varje år. Av dessa flickor dör ca 50 000 under förlossningen. Barnadödligheten är nära dubbelt så hög för kvinnor under 20.

## Orsaker
Barnäktenskap kan förekomma av många olika anledningar som till exempel fattigdom, ojämlikhet mellan könen, religiösa/kulturella anledningar, etniciteter samt hedersrelaterat förtryck och våld, men även historiska orsaker. Många föräldrar tror också att tidigt äktenskap kan ge barnet skydd mot sexuella övergrepp samt våld då den andra partens roll blir att beskydda barnet ifrån sådana situationer och händelse.
Tidigt äktenskap anses även vara en strategi för att en flickan ska undvika att bli gravid utanför äktenskap. Om en flicka riskerar att bli gravid utanför äktenskap finns det risk till att flickan får gifta sig med personen som våldtagit henne för att undvika stigmatisering av familjen.  Val av äktenskapspartner kan också vara en del av orsaken till att unga flickor tvingas att ingå i äktenskap i tidigt ålder. Då partnern inte ses vara lämpad för familjen, så väljs en "rätt" partner till flickan.

## Åtgärder
Att förhindra barnäktenskap är inte en enda människas ansvar, det krävs ett brett nätverk, engagemang och samarbete på internationell nivå. Ett samarbete från världens alla hörn och en gemensam syn på området för att nå en lösning till att förhindra barnäktenskap.

### Fattigdom
En stor orsak till barnäktenskap är fattigdom, för att kunna förhindra och åtgärda barnäktenskap behöver fattigdom bekämpas världen över. Att fattigdom leder till barnäktenskap är vanligt. En familj som inte kan försörja sig själv eller lider av ekonomiska utmaningar kan tvingas sälja sin son eller dotter att gifta sig mot sin vilja.

### Utbildning
Det är inte lika vanligt att barn som går i skolan tvingas gifta sig mot sin vilja. Utbildning anses vara ett effektivt sätt att förhindra barnäktenskap, då barn fortfarande går i skolan. När barn får gå i skola och utbilda sig ökar deras påverkan över sina egna liv, deras inkomst och hälsa. En möjlighet att bli självständig genom utbildning ökar chansen att förhindra barnäktenskap. Det är bevisat att barn som går i skolan gifter sig och får barn senare i sitt liv, vilket är den största orsaken till att man satsar på utbildning i fattiga länder.

### Förändring av attityd
Barnäktenskap förekommer vanligtvis i samhällen som är patriarkala, en tradition som går vidare från generation till generation. Där barnet ses som ens egendom, och därmed för ta beslut åt barnet som kan ruinera barnets framtid. När fler blir medvetna om de konsekvenser som barnäktenskap skapar samt de rättigheter som fråntas barn blir det lättare att kämpa mot det. Media är en stark faktor som kan påverka bekämpandet av barnäktenskap, genom att utmana de normer och seder som står bakom barnäktenskap.

### Lagstiftning
Ett effektivt sätt för att åtgärda barnäktenskap är att göra det förbjudet, det vill säga lagstiftning mot barnäktenskap. Många samhällen har ingen lag mot det och andra blundar för lagen. Den 1 juli 2014 blev det straffbart i att tvinga eller pressa någon till äktenskap i Sverige. En ny lagstiftning mot äktenskapstvång, som innefattar försök och förberedelse samt om man lurar eller tvingar någon att gifta sig mot sin vilja. År 2019 skärptes lagen och innefattar förbud mot utländska barnäktenskap.

## I världen
Det är svårt att veta det exakta antalet barnäktenskap i världen för att många inte registreras.[källa behövs] Nedanstående siffror är ungefärliga och daterade från 2001:[källa behövs]
Andel flickor mellan 15 och 19 år som redan är gifta: 
- Niger 70 %
- Afghanistan 54 %
- Bangladesh 51 %
- Tanzania 37% (2016, under 18 år)[13]
- Honduras 33 %
- Saudiarabien 31 %
- Gambia 30% (2016, under 18 år)[13]

### Barnäktenskap i Malawi
I Malawi är en åttondel av flickor gifta vid 15 års ålder och hälften av alla flickor gifta vid 18 års ålder, men år 2015 förbjöds barnäktenskap då minimiåldern höjdes till 18 år.

### Barnäktenskap i Palestina
Enligt UN Women var 20,5% av alla gifta kvinnor under 18 när de gifte sig.

### Barnäktenskap i Somalia
Enligt statistik från 2006 var 45% av flickor gifta före sin 18-årsdag och 8% blev gifta före sin 15-årsdag. Enligt UNICEF hade Somalia då den tionde högsta andelen barnäktenskap i världen.

### Barnäktenskap i Sverige
I Sverige skrevs lägsta äktenskapsåldern 15 år för kvinnor och 21 år för män in i lagen år 1734. Kvinnans yngsta giftasålder höjdes till 17 år 1892 utom för samiska kvinnor. Undantaget för samer togs bort 1915, då äktenskapsåldern för alla kvinnor sattes till 18 år. Sedan 1973 är åldersgränsen 18 år även för män. Möjlighet till dispens för dem som är yngre har dock funnits, dock tidigast från 15 års ålder.
I Sverige förekom under 1900-talet att ungdomar med främst kristna familjetraditioner som inte ville leva som sambo sökte dispens hos länsstyrelsen för att få gifta sig innan 18 års ålder. På senare år sökte ett ökande antal underåriga med rötter i andra länder och i andra religiösa traditioner äktenskapsdispens. Hösten 2010 hittade Skatteverket under fyra månader 74 officiella ärenden där någon av parterna var under 18 år vid den tidpunkt då äktenskap ingicks. I nästan alla fall var den minderåriga en kvinna. Inget av dessa fall utgjorde tvångsäktenskap, men i debatten har barnäktenskap ofta associerats till bortgifte, tvång, sexuella övergrepp, människohandel och avbruten skolgång. Rapporten "Gift mot sin vilja" från Ungdomsstyrelsen visar att 8500 unga mellan 16 och 25 år oroade sig för att bli bortgifta mot sin vilja.
En lagändring genomfördes den 1 juli 2014 av Alliansregeringen med brett stöd i riksdagen. En avsikt var att förhindra möjligheten till dispens att ingå äktenskap innan 18 års ålder inom Sverige. Äktenskapstvång och vilseledande till tvångsäktenskapsresa infördes i samband med detta som nya brottstyper i brottsbalken. Vigselförrättare som medverkat till barnäktenskap i Sverige förlorar sin vigselrätt. Äktenskap som ingåtts frivilligt utomlands med minderårig erkändes emellertid fortfarande av svenska myndigheter om makarna då saknade svensk anknytning och var över 15 år gamla när äktenskapet ingicks. Om den ena maken hade hemvist i Sverige, eller om det är tvångsäktenskap, kunde erkännandet ske endast undantagsvis, vid synnerliga skäl, och tidigast från 15 års ålder. Även erkännande av fullmaktsäktenskap utomlands (då ena maken inte var närvarande vid vigseln) begränsades om ena maken hade anknytning till Sverige.
År 2015 levde officiellt 132 minderåriga som gifta i Sverige, varav nästan alla var flickor från Afghanistan, Irak och Syrien. De flesta saknade skriftligt äktenskapsbevis från hemlandet. En tredjedel av paren hade barn tillsammans. Migrationsverket har ibland anvisat flickan till samma adress som den vuxne maken, även om äktenskapet inte erkänns av socialtjänsten.
I maj 2018 visade en dom att en lucka i lagen gjorde att det då fortfarande var möjligt att ingå barnäktenskap i Sverige.
Från 1 januari 2019 upphör Sverige med att erkänna äktenskap om någon av makarna är under 18 års ålder, även i de fall då makarna saknade anknytning till Sverige när äktenskapet ingicks. Detta kan även beröra personer gifta i EU-länder. Barnäktenskap som tidigare erkänts i Sverige behåller dock sin status. Lagändringen hade föreslagits av övergångsregeringen Löfven.
En stark regering som kartlägger och planerar åtgärder mot barnäktenskap är en viktig faktor för förhindret av barnäktenskap. Svenska migrationsverket har framtagit en handlingsplan som täcker orosanmälan, information till kommunerna, polisanmälan, vidare handläggning samt stödmaterial till handläggarna. Rapporten heter ”Är du gift?” och är utformad för att fungera som en heltäckande standard för ämnet.

### Barnäktenskap i Gambia
Barnäktenskap i Gambia förbjöds i juli 2016. Före förbudet kunde flickor giftas bort vid 14 års ålder och 18 år för pojkar. Förbudet höjde åldern till 18 år, med fängelsestraff som påföljd för föräldrarna.

### Barnäktenskap i Tyskland
År 2011, före Migrationskrisen i Europa fanns enligt tyska familjeministeriet att 30% av de 3000 tvångsäktenskap omfattade minderåriga och att den minderåriga i nästan samtliga fall var av kvinnligt kön och av utländsk härkomst. År 2016 var antalet 1475 varav 1100 var flickor.